# Gnathia ricardoi
Gnathia ricardoi är en kräftdjursart som beskrevs av Pires 1996. Gnathia ricardoi ingår i släktet Gnathia och familjen Gnathiidae. Inga underarter finns listade i Catalogue of Life.